# Most SNP
Most SNP (okrajšava za Most slovaške narodne vstaje, slovaško Most Slovenského národného povstania) je 430,8 m dolg most s poševnimi zategami, ki premošča reko Donavo v slovaškem glavnem mestu Bratislava. Glavni razpon v dolžini 303 m je podprt z zategami v eni ravnini, ki so vpete v nagnjen jeklen pilon, visok 84,6 m, na južnem bregu reke. V toku reke tako nima podpornih stebrov. Na vrhu pilona je krožna opazovalna ploščad, v kateri je restavracija in daje mostu značilen videz, zaradi katerega je dobil vzdevek »NLP-most« (tudi UFO-most). Skoraj 50 let po odprtju je četrti najdaljši most v svoji kategoriji (en pilon, ena ravnina zateg).
Glavna ploščad, ki nosi štiripasovno hitro cesto, stoji na škatlasti jekleni konstrukciji z vzdolžno palično oporo po sredini volumna, pod glavno ploščadjo pa sta na vsaki strani konstrukcije še 3 m široki ploščadi s pasovi za pešce in kolesarje. Tri zatege, ki se vpenjajo v eni vzdolžni ravnini v sredini mostu, delijo glavni razpon na štiri dele: 51,5 m + 70,2 m + 82,6 m + 98,7 m.

## Zgodovina
Zasnovala ga je ekipa Slovaške tehniške univerze pod vodstvom inženirja Arpáda Tesárja in arhitekta Jána Lacka.
Ob izgradnji leta 1969 je bil most SNP najdaljši most s poševnimi zategami na svetu in šele drugi stalni most čez Donavo v Bratislavi. Za promet je bil odprt 29. avgusta 1972. Za izgradnjo povezovalne ceste so porušili obsežen del ob zahodnem robu zgodovinskega mestnega jedra, predvsem večino judovske četrti vključno s sinagogo iz 19. stoletja, skupno več sto zgradb. Cesta zdaj vodi tik ob stolnici sv. Martina, ki so ji morali zaradi vibracij ojačati temelje. Poimenovali so ga po slovaški narodni vstaji, protifašističnem odporu med drugo svetovno vojno. Po padcu komunističnega režima in razpadu Češkoslovaške so ga leta 1993 preimenovali v Novi most (Nový most), leta 2012, ob 65. obletnici vstaje, pa mu je mestni svet vrnil staro ime.

## Gradnja
Zasnovan je kot asimetrični most, vzdolž kabla, z glavnim razponom 303 m. Njegova jeklena konstrukcija visi na kablih, ki so zasidrani v dveh stebrih na strani Petržalke. Skupna dolžina Donavskega mostu je 430,8 metra, širina 21 metrov, njegova teža pa 7537 ton. Leta 2001 je bil most razglašen za stavbo stoletja.
Na mostu sta dva prometna pasova za vsako smer vožnje. Na obeh straneh sta pešpoti pod nivojem ceste. Na južnem koncu se most povezuje s Panónsko ulico s smernimi delilniki Petržalka. Ob mostu je Park Janka Kráľa. Na severni strani je stičišče z nasipom Nábrežie arm. gen. L. Svobodu, medtem ko se cesta nadaljuje kot Staromestská v staro mesto. Avtobusna postaja s tramvajsko povezavo in avtobusi za Dunaj je neposredno pod križiščem, ki tvori tudi klančino do mostu.
Med gradnjo je bil del starega mesta (npr. Judovska četrt in Neološka sinagoga) porušen, da bi naredili prostor za dovozne ceste in most.

## Opazovalna ploščad
Na vrhu pilona je krožna struktura, ki spominja na leteče krožnike iz starih znanstvenofantastičnih filmov in daje mostu značilno podobo. V njej je opazovalna ploščad, kjer ima zdaj prostore restavracija UFO. Na račun opazovalne ploščadi je kot edini most vključen v Svetovno zvezo visokih stolpnic.